# Muyelensaurus pecheni
Muyelensaurus pecheni  es la única especie conocida del género extinto Muyelensaurus es un género de dinosaurio saurópodo saltasáurido, que vivió a finales del Cretácico, hace aproximadamente 89 millones de años entre el Turoniense y Coniaciense en lo que es hoy Sudamérica. Sus restos fósiles fueron descubiertos por el paleontólogo Jorge Calvo en la Loma Lindero, en Rincón de los Sauces, pertenecientes a la Formación Portezuelo, en Neuquén, Patagonia Argentina. Los restos de este esbelto saurópodo son importantes desde el punto de vista anatómico y sistemático.
Los restos incluyen la base del cráneo, vértebras cervicales, dorsales, sacras y caudales, así como numerosos huesos de los miembros. Es caracterizado por la siguiente asociación de autapomorfias, las bases de las tuberosidades divergen 70 grados uno del otro; Una lámina cóncava y delgada une a las tuberosidades basales ventralmente, el cóndilo basioccipital comparte la porción proximal de la tuberosidad basal; las espinas neurales dorsales de la parte posterior posee una larga lámina preespinal reforzada por dos laminas accesorias, la porción distal del final de la rama púbica es rectangular y medialmente curvado. Un análisis cladístico de la filogenia ha ubicado al Muyelensaurus pecheni y a Rinconsaurus caudamirus como un nuevo grupo dentro de los Lithostrotia y llamaron al clado Rinconsauria. Este incluye a saurópodos de mediano tamaño, diferentes de Aeolosaurini, Opisthocoelicaudiinae o Saltasaurinae.